# Kai Havertz
Kai Lukas Havertz (n. 11 iunie 1999, Aachen, Germania) este un fotbalist german, care joacă pe post de mijlocaș ofensiv sau atacant la Arsenal în Premier League. Pe plan internațional, are prezențe la națională pentru Germania U16⁠(d), Germania U17⁠(d), Germania U19⁠(d) și Germania.
După ce a debutat pentru Leverkusen în 2016, Havertz a devenit cel mai tânăr debutant al clubului din Bundesliga și a devenit cel mai tânăr golgheter al lor când a marcat primul său gol în anul următor. Este, de asemenea, cel mai tânăr jucător care a atins cifra de 50 și 100 de apariții în ligă în maxima competiție germană.

## Titluri Champions league

### Individual
Medalii
- Medalia Fritz Walter: U17 Silver - 2016[3]
- Medalia Fritz Walter: U19 Gold - 2018[4]

Altele
- Echipa Anului Bundesliga: 2018–19[5]
- Jucătorul lunii din Bundesliga: Aprilie 2019, May 2019[6]
- UEFA Champions League Breakthrough XI: 2019[7]

## Statistici
La 12 martie 2020. 
| Club             | Sezon         | Campionat     | Campionat | Campionat | Cupă    | Cupă   | Continental | Continental | Total   | Total  |
| Club             | Sezon         | Divizie       | Meciuri   | Goluri    | Meciuri | Goluri | Meciuri     | Goluri      | Meciuri | Goluri |
| ---------------- | ------------- | ------------- | --------- | --------- | ------- | ------ | ----------- | ----------- | ------- | ------ |
| Bayer Leverkusen | 2016–17       | Bundesliga    | 24        | 4         | 1       | 0      | 3           | 0           | 28      | 4      |
| Bayer Leverkusen | 2017–18       | Bundesliga    | 30        | 3         | 5       | 1      | —           | —           | 35      | 4      |
| Bayer Leverkusen | 2018–19       | Bundesliga    | 34        | 17        | 2       | 0      | 6           | 3           | 42      | 20     |
| Bayer Leverkusen | 2019–20       | Bundesliga    | 22        | 6         | 4       | 1      | 8           | 3           | 34      | 10     |
| Bayer Leverkusen | Totals        | Totals        | 110       | 30        | 12      | 2      | 17          | 6           | 139     | 38     |
| Total carieră    | Total carieră | Total carieră | 110       | 30        | 12      | 2      | 17          | 6           | 139     | 38     |

Note
1. ↑  Include DFB-Pokal
2. ↑  Apariții în UEFA Champions League
3. ↑  Apariții în UEFA Europa League
4. ↑  Cinci apariții în UEFA Champions League, trei apariții și trei goluri în UEFA Europa League